# Graiul neamului
Graiul neamului este o poezie scrisă de George Coșbuc, publicată în 1904 în volumul Cântece de vitejie.

## Legături externe
- Poezia Graiul neamului la wikisursă